# Hukam
Hukam – gaun wikas samiti w zachodniej części Nepalu w strefie Rapti w dystrykcie Rukum. Według nepalskiego spisu powszechnego z 2001 roku liczył on 399 gospodarstw domowych i 1816 mieszkańców (876 kobiet i 940 mężczyzn).